# Наровчатова, Ольга Сергеевна
Ольга Сергеевна Наровчатова (род. 16 марта 1942) — советская киноактриса, поэтесса.

## Биография
Ольга Сергеевна Наровчатова родилась 16 марта 1942 года в Москве в семье советского поэта Сергея Наровчатова (1919—1981).
Дебютировала в кино в 1959 году в фильме режиссёра Константина Воинова «Солнце светит всем». Много снималась в начале 1960-х годов.
Работала в театрах, на радио. Печаталась в журналах «Новый мир», «Юность», «Арион», «Вопросы литературы», в альманахах «День поэзии», в мемуарных сборниках "Воспоминания о Сергее Наровчатове ", «Воспоминания о Николае Глазкове». Член Союза писателей.

### Семья
- Отец — поэт Сергей Наровчатов (1919—1981).
- Дочь Ксения[источник не указан 1631 день].

## Фильмография
1. 1959 — Солнце светит всем — Катя, племянница Таси
2. 1960 — Алёшкина любовь — продавщица сельмага
3. 1960 — Первое свидание — Софья, сестра Мити
4. 1960 — Прощайте, голуби — диспетчер райконторы «Киевгаза» Ольга Наровчатова — „Джульетта“
5. 1960 — Пусть светит! — Верка
6. 1960 — Трижды воскресший — Натка Казанская
7. 1961 — Евдокия — Наташа в юности
8. 1964 — Криницы — Катя
9. 1964 — Хотите — верьте, хотите — нет… — медсестра в роддоме (нет в титрах)
10. 1965 — Путешественник с багажом — девушка на скамейке, медсестра
11. 1966 — Королевская регата — студентка-гребчиха  (нет в титрах)